# Nyitrapereszlény
Nyitrapereszlény (szlovákul Preseľany) község Szlovákiában, a Nyitrai kerület Nagytapolcsányi járásában.

## Fekvése
Nagytapolcsánytól 13 km-re délnyugatra, a Nyitra jobb partján fekszik.

## Története
A régészeti leletek tanúsága szerint a község területén a 10.-12. században szláv település állt.
A mai falut 1280-ban Prezlen alakban említik először. 1322-ben Perezlen néven említik, az apponyi uradalomhoz tartozott. Árpád-házi Szent Erzsébet tiszteletére szentelt templomát az esztergomi káptalan oklevele már 1392-ben említi. A 13.-14. században a Ludányi nemzetség birtoka, 1395-ben Appony várának tartozéka. A 16. században az Osztrosics, a 17.-19. században az Apponyi család, a 18. században az Ujfalussy, Zay és Prileszky családok a birtokosai.
Az 1562. évi vizitáció említi Jakab nevű papját. 1646-ban mezővárosi rangot és vásártartási jogot kapott. A Felső-Nyitra völgyén egykor fontos hadiút vezetett ál, ezért a település gyakran szenvedett a rendi felkelések és a török rajtaütései miatt egyaránt. 1668-ban felégette a török. 1682. május 7-én Thököly Imre Bécs felé vonuló, török csapatokkal megerősített serege dúlta fel a falut és fosztotta ki a templomot. 1708. augusztus 28-án itt kerítette be Pálffy János serege Ocskay Lászlónak, Rákóczi áruló generálisának ezredét, akik később Ocskay felszólítására letették az esküt a császárra. Egy nappal később 1708. augusztus 29-én nagy csata zajlott a pereszlényi határban a császári és kuruc csapatok között, melyben mintegy 3000 katona esett el. A 18. században Pereszlény uradalmi központ, melyhez hat falu tartozott. 1715-ben szőlőhegye és 25 adózó háztartása volt. 1787-ben újra faluként említik 114 házzal és 877 lakossal. 1828-ban 122 házában 949 ember élt. Lakói mezőgazdasággal és szőlőtermesztéssel foglalkoztak.
Vályi András szerint "PERESZLÉNY. Prezierani. Tót Mezőváros Nyitra Vármegyében, földes Urai Majthényi, és több Uraságok, lakosai katolikusok, fekszik a’ Bodóki járásban, határja jól termő, vagyonnyai külömbfélék, második osztálybéli."
Fényes Elek szerint "Pereszlény, (Prezirany), tót falu, Nyitra vmegyében, a Nyitra vize mellett, 887 kath., 50 evang., 58 zsidó lak. Kath. paroch. templom. Határa tágas és termékeny; rétje sok és kétszer kaszálható; bora, fája elég; malma a Nyitra vizén igen jövedelmes. Hires gyümölcs-termesztés. F. u. a budai prépost, s a Batthyány nemes család. Ut. p. Nagy-Tapolcsán."
A trianoni békeszerződésig Nyitra vármegye Nagytapolcsányi járásához tartozott. Lakói részt vettek a szlovák nemzeti felkelésben. Sokat szenvedett a falu az árvizektől is.

## Népessége
| Év:            | 1994. | 2004.   | 2014.   | 2024.   |
| -------------- | ----- | ------- | ------- | ------- |
| Emberek száma: | 1472  | 1494    | 1486    | 1509    |
| Eltérés:       |       | +1,49 % | -0,53 % | +1,54 % |

| Év:            | 2023. | 2024.   |
| -------------- | ----- | ------- |
| Emberek száma: | 1524  | 1509    |
| Eltérés:       |       | -0,98 % |

1880-ban 952 lakosából 767 szlovák és 27 magyar anyanyelvű volt.
1890-ben 1079 lakosából 908 szlovák és 52 magyar anyanyelvű volt.
1900-ban 1121 lakosából 934 szlovák és 86 magyar anyanyelvű volt.
1910-ben 1318 lakosából 1089 szlovák és 199 magyar anyanyelvű volt.
1921-ben 1346 lakosából 1268 szlovák és 13 magyar volt.
1930-ban 1365 lakosából 1323 szlovák és 6 magyar volt.
1991-ben 1536 lakosából 1529 szlovák volt.
2001-ben 1508 lakosából 1503 szlovák és 2 magyar volt.
2011-ben 1482 lakosából 1426 szlovák, 3 magyar és 1 ruszin volt.

## Neves személyek
- Itt állt át nyíltan a labancok oldalára Ocskay László ezredes.
- Itt született 1853-ban Roch Gyula piarista szerzetes, pedagógus.
- Itt született 1927-ben Viktor Križan szlovák orvos, higiénikus, egészségügyi szervező.
- Itt született 1930-ban Štefan Belohradský szlovák szobrász, építész.
- Itt szolgált Bazalicza Mátyás (1787–1848) plébános, botanikus, pomológus, aki kiadta a helyi faiskola katalógusát.
- Itt szolgált Ján Formánek (1936–2025) szlovák pap, esperes, vikárius, pápai prelátus.
- Itt szolgált Rudolf Šiška (1929–2015) nyelvész, író, pedagógus.
- Itt szolgált Milan Šášik (1952–2020) görögkatolikus püspök.

## Nevezetességei
- Szent Erzsébet tiszteletére szentelt római katolikus temploma 1322-ben épült.
- A Szent Anna kápolna 1804-ben épült.